# Övre Fläsmasjön
Övre Fläsmasjön är en sjö i Hudiksvalls kommun i Hälsingland och ingår i Delångersåns huvudavrinningsområde. Sjön har en area på 0,65 kvadratkilometer och ligger 137 meter över havet. Sjön avvattnas av vattendraget Dalaån (Härnån).

## Delavrinningsområde
Övre Fläsmasjön ingår i det delavrinningsområde (687659-153400) som SMHI kallar för Utloppet av Övre Fläsmasjön. Medelhöjden är 196 meter över havet och ytan är 4,66 kvadratkilometer. Räknas de 9 avrinningsområdena uppströms in blir den ackumulerade arean 76,18 kvadratkilometer. Dalaån (Härnån) som avvattnar avrinningsområdet har biflödesordning 2, vilket innebär att vattnet flödar genom totalt 2 vattendrag innan det når havet efter 74 kilometer. Avrinningsområdet består mestadels av skog (80 procent). Avrinningsområdet har 0,65 kvadratkilometer vattenytor vilket ger det en sjöprocent på 13,9 procent.